# Cross the Threshold
 (janvier 2023).
Albums de Loudblast
Sublime Dementia The Time Keeper
Cross the Threshold est un EP du groupe de death metal français Loudblast. Sorti en 1994, il contient, entre autres, des titres d'anciens albums et EP, ainsi qu'une reprise de Slayer.

## Composition du groupe
- Stéphane Buriez : chant et guitare
- Nicolas Leclerc : guitare
- François Jamin : basse
- Hervé Coquerel : batterie

## Liste des titres
1. Malignant Growth
2. No Tears To Share
3. Mandatory Suicide (reprise de Slayer)
4. Cross The Threshold
5. Subject To Spirit
6. Sublime Dementia